# Wróbla msza (KV 220)
Msza C-dur (Missa brevis − msza krótka) Spatzen-Messe (Wróbla msza) na 4 głosy solowe, chór, orkiestrę i organy (nr 8) KV 220/196b. Skomponowana przez Wolfganga Amadeusa Mozarta na początku 1776 roku w Salzburgu, w ramach obowiązków nadwornego muzyka arcybiskupa Colloreda (w dawniejszej literaturze podawano, że msza skomponowana została w 1775 w Monachium).
1. Kyrie (Allegro)
2. Gloria (Allegro)
3. Credo (Allegro)
4. Sanctus (Andante - Allegro)
5. Benedictus (Andante)
6. Agnus Dei (Adagio)
7. Dona Nobis (Allegro).

Obsada: S,A,T,B, SATB, 2 skrzypiec, bas, 2 trąbki, (3 puzony), kotły, organy
Utwór ten powstał na powszedni użytek  katedry w Salzburgu, podobnie jak inne msze z tego samego okresu (KV 257, 258, 259, 262, 275) i dlatego jest krótka, bez fug ani rozbudowanych epizodów solowych.
Pierwsze wykonanie mszy przewidziano prawdopodobnie w czasie świąt Wielkiej Nocy.
Przydomek msza zawdzięcza charakterystycznym figurom skrzypcowym w szybkiej (Allegro) partii Sanctus i Hosanna.
Msza C-dur jest dziełem przeciętnym. Mozart nie starał się specjalnie, gdyż arcybiskup oczekiwał od niego muzyki efektownej (stąd obecność trąbek w obsadzie), ale krótkiej. W liście do Padre Martiniego Mozart skarżył się: „Cała msza z Kyrie, Gloria, Credo, sonatą all'epistola, Offertorium lub Motetem, z Sanctus i Agnus Dei, nawet najbardziej uroczysta i odprawiana przez samego księcia, nie może trwać dłużej niż trzy kwadranse". 
Autograf mszy: zaginiony.